# Microcaecilia unicolor
Microcaecilia unicolor là một loài lưỡng cư thuộc họ Caeciliidae.
Đây là loài đặc hữu của Guyane thuộc Pháp.
Môi trường sống tự nhiên của chúng là rừng ẩm vùng đất thấp nhiệt đới hoặc cận nhiệt đới, các đồn điền, vườn nông thôn, các vùng đô thị, và rừng thoái hóa nghiêm trọng.